# ヘブロン合意
ヘブロン合意（ヘブロンごうい、ヘブライ語: הסכם חברון、アラビア語: اتفاق الخليل）は、1997年1月17日にイスラエルとパレスチナ自治政府の間に成立した和平合意のことである。

## 概要
ヨルダン川西岸地区のヘブロンからイスラエル軍が撤退することについての合意であり、これによりガザ・エリコ先行自治に続けて西岸地区の全都市でのパレスチナ自治政府への段階的な権限委譲が合意された。